# Estação Ferroviária de Campo Grande
A Estação Ferroviária de Campo Grande foi uma construção destinada a embarque ou desembarque de passageiros de trem e, secundariamente, ao carregamento e descarregamento de carga transportada. Usualmente consistia em um edifício para passageiros (e possivelmente para cargas também), além de outras instalações associadas ao funcionamento da ferrovia. Em 1996 foi tombada como patrimônio histórico pela prefeitura de Campo Grande, em 1997 pelo governo de Mato Grosso do Sul e em 2014 pelo Iphan.

## Histórico
A Estação Central de Campo Grande foi inaugurada em 6 de setembro de 1914 e foi uma das primeiras estações a serem finalizadas no então estado de Mato Grosso. Segundo informações da Revista Brasil-Oeste (edição de março de 1958), a primeira composição que chegou na estação de Campo Grande foi a 44 (da E. F. Itapura-Corumbá) em 20 de maio de 1914 (construída antes da data oficial de inauguração da estação), que estacionou ao longo de uma estrutura improvisada em uma pilha de dormentes, ao lado de um vagão desativado que servia então de estação. 
O primeiro trem de cargas percorreu os trilhos no perímetro urbano de Campo Grande no dia 30 de maio, quando a então vila contava com apenas 1.900 habitantes, alguns meses antes da inauguração oficial da estação.
Faz parte da linha E. F. Itapura-Corumbá, que foi aberta também a partir de 1912. Apesar disso, por dificuldades técnicas e financeiras, havia cerca de 200 km de trilhos para serem finalizados (trechos Jupiá-Água Clara e Pedro Celestino-Porto Esperança), fato que ocorreu apenas em outubro de 1914. Em 1917 a ferrovia é fundida no trecho da Estrada de Ferro Noroeste do Brasil (NOB), que fazia o trecho paulista Bauru-Itapura.
A atual estrutura não é a estação original. A original foi construída em meados de 1935 por um migrante vindo do interior paulista (mais precisamente Pirassununga) de nome Aurélio Ibiapina, engenheiro que foi autor também dos estudos para o sistema de eletrificação do trecho Bauru-Araçatuba em meados dos anos 50 (esta jamais realizado por motivos não explicados). Nos anos 40 começaram a circular na estação os trens que atenderiam o ramal de Ponta Porã, que bifurcava-se na linha tronco na estação de Indubrasil com o trecho que ia para Corumbá. Anos depois, em 1952, é finalizada a ligação até a cidade de Corumbá, na fronteira com a Bolívia e no ano seguinte é concluído o ramal ferroviário de Ponta Porã com a inauguração da estação da cidade honônima. Em 1975 a linha é incorporada como uma subdivisão da RFFSA. Em 1984 a estação seguia operando com grande movimentação.
Em 1996 a ferrovia é finalmente privatizada e entregue em concessão da Novoeste. Em 30 de março do mesmo ano saiu da estação o último trem de passageiros para Ponta Porã e Corumbá. No pátio ferroviário de Campo Grande há, ou houve, um total de 160 imóveis, sendo 46 em madeira, estes na sua maioria ex-casas de funcionários. Deste últimos, diversos foram demolidos nos anos 2000. Em 2004, seus trilhos foram arrancados do centro da cidade e os trens passaram a correr por uma variante que a contorna pelo sul da cidade, sem alcançar mais a estação: 
| “ | O traçado da linha em Campo Grande sempre me intrigou. Uma das explicações é que a linha faz aquela volta para subir uma rampa, pois a estação é na parte mais baixa. Até aí tudo bem, mas para quem conhece a região percebe que na realidade a linha fazia com que o trem forçosamente entrasse na cidade. Este contorno do ramal que retira os trilhos do centro, nada mais é que o trajeto mais lógico da ferrovia entre as estações que antecede e sucede a de Campo Grande. Uma vez ouvi falar que o trajeto foi conseguido por força de lideranças políticas locais da época, obrigando a mudança do trajeto para realmente o trem entrar na cidade | ” |

Desde 2006 a concessão pertence á ALL.

## Outras estações ferroviárias do município

### Indubrasil
A estação de Indubrasil foi inaugurada em 1 de outubro de 1936 e sua existência se deve á construção do ramal de Ponta Porã, a partir dos anos 1930, sendo também o ponto de bifurcação para duas linhas (para Ponta Porã e para Corumbá). A estação caiu em desuso em 1996 e atualmente se encontra abandonado.
A estação segue existindo, mas até quando é uma incógnita. Em sua frente foi construída a nova estação até então prevista para substituir a então estação central de Campo Grande, desativada em agosto de 2004 com a retirada dos trilhos. Apenas em maio de 2009 ela foi inaugurada para se tornar a estação de início do novo Trem do Pantanal (turístico), que é operado atualmente pela Serra Verde. É na Indubrasil que a linha velha se junta com a nova.  
A região de Indubrasil era a região das indústrias de Campo Grande e apesar de ainda ser, existem outras pela famigerada cidade.

### Botas
A estação de Botas foi inaugurada em 15 de setembro de 1943.

### Ligação
A estação de Ligação foi inaugurada em 12 de outubro de 1914. Dois anos antes, por dificuldades técnicas e financeiras, havia cerca de 200 km de trilhos para serem finalizados (trechos Jupiá-Água Clara e Pedro Celestino-Porto Esperança), fato que ocorreu apenas em outubro de 1914 e que se encontraram exatamente nessa estação, daí seu nome ser Ligação. Em 2010 o prédio ainda estava em pé.

### Gerivá
A estação de Gerivá foi inaugurada em 15 de setembro de 1943.

### Lagoa Rica
A estação de Lagoa Rica foi inaugurada em 12 de outubro de 1914. Chamada inicialmente de Pedro Celestino, teve seu nome anos depois mudado para o atual. Em 1976, seguia a mesma conservação a beira da linha férrea. 33 anos depois, em 2009, restou apenas ruínas. A estação se situa exatamente no local  da bifurcação da antiga linha férrea que passava pela região central de Campo Grande com o contorno ferroviário inaugurado em 2004.  
A estação também é o acesso para a estação Manoel Brandão, que é uma ponta do que sobrou do antigo trajeto que saia do Centro de Campo Grande. 

### Manoel Brandão
A estação de Manoel Brandão foi inaugurada em 1 de dezembro de 1951. O nome da estação foi uma homenagem a um antigo funcionário que atuou intensamente na área do território do estado de Mato Grosso como chefe de estações e tráfego nos anos 1900 e 1910. A estação era uma referência para os usuários da linha férrea e a última parada antes da estação central de Campo grande. Nela embarcavam e desembarcavam na maioria das vezes funcionários da Noroeste do Brasil que moravam ali, considerado então um lugar afastado e tranquilo.
Em 2004 houve a construção do contorno ferroviário ao sul de Campo Grande, que acabou eliminando a estação da linha principal e fez com que ela fosse apenas uma ponta da linha eliminada, sendo também ali mantido os seus trilhos vindo de Lagoa Rica. A estação segue sendo afastada da região central da cidade, apesar de o povoamento na região ter aumentado nos últimos anos mesmo com a suspensão dessa linha. Sua área até hoje possui vagões de algumas empresas existentes na região.

### Posto do Km 903
A estação de Posto do km 903 consta nos Guias Levi apenas a partir de 1965. Seis anos antes, no livro da Noroeste (1959), o referido posto não é citado e sim duas paradas entre as estações Campo Grande e Mário Dutra (Base Aérea e Parada Calógeras). O km 903 pode ter sido criado tempos posteriores. Há indícios não comprovados que o km 903 pode ser o Parada Calógeras porque na retirada dos trilhos para construção do contorno do sul de Campo Grande ele é citado:  
| “ | Em dezembro de 2008, o Posto 903 é uma construção de madeira, situada no pátio da ALL onde se encontram as distribuidoras de derivados de petróleo de Campo Grande. A seu lado existe uma construção em alvenaria pintada de branco, parecida com uma estaçãozinha, onde fica constantemente o vigia da ALL e seu material de apoio. O interior do posto guarda apenas sucata e restos de materiais numa grande desordem, mas está em boas condições e sem depredações. Sua porta fica trancada com cadeado. Existem ainda um poço, que se encontra fora de uso e seco e um pequeno depósito de ferramentas fechado. As placas de identificação permanecem nos seus lugares e bem legíveis. O local é muito agradável e silencioso, pois não existem mais construções próximas | ” |

Pressupõe-se dois indícios: o primeiro que são dois prédios do mesmo posto, um construído em madeira e o outro de alvenaria, sendo o segundo mais recente. O posto de madeira possivelmente tenha sido construído antes de 1960 por causa do material usado na construção do mesmo, o que se presume que as datas registradas não coincide com a construção do posto, provavelmente mais antigo. O segundo indício é que os trilhos do local ainda estão em estado de uso, pois a estação é um resto funcional da antiga linha-tronco que parte da linha principal em um ponto que é desviado para o anel ferroviário de Campo Grande.

### Mário Dutra
A estação de Mário Dutra foi inaugurada em 15 de abril de 1953 e se deve á construção do ramal ferroviário de Ponta Porã, que foi concluído em 1953, e atendia as duas linhas. Ali ainda existe uma ponta da antiga linha que ligava a de Indubrasil e também ao km 903 para transporte de carga, principalmente combustível, e também para Lagoa Rica e Manoel Brandão, onde ainda há armazéns de transporte de soja que ainda funcionam.  A estação segue existindo, mas de uso desconhecido.